# Andrea Ellenberger
Andrea Ellenberger (ur. 22 marca 1993) – szwajcarska narciarka alpejska, mistrzyni świata w drużynie.

## Kariera
Po raz pierwszy na arenie międzynarodowej pojawiła się 27 listopada 2008 roku w Zinal, gdzie w zawodach FIS zajęła 19. miejsce w slalomie. W 2012 roku wystąpiła na mistrzostwach świata juniorów w Roccaraso, gdzie nie ukończyła rywalizacji w gigancie. Taki sam wynik uzyskała podczas mistrzostw świata juniorów w Jasnej dwa lata później.
W Pucharze Świata zadebiutowała 16 grudnia 2012 roku w Courchevel, jednak nie ukończyła pierwszego przejazdu w gigancie. Po raz pierwszy w zawodach tej rangi została sklasyfikowana 28 grudnia 2018 roku w Semmering, zajmując 22. miejsce w tej samej konkurencji. Tym samym wywalczyła pierwsze w karierze punkty do klasyfikacji generalnej cyklu.
W 2019 roku zdobyła złoty medal mistrzostw świata w Åre w zawodach drużynowych. Na tych samych mistrzostwach zajęła też 10. miejsce w slalomie gigancie.

## Osiągnięcia

### Mistrzostwa świata
| Miejsce | Dzień     | Rok  | Miejscowość | Konkurencja | Czas biegu | Strata | Zwyciężczyni     |
| ------- | --------- | ---- | ----------- | ----------- | ---------- | ------ | ---------------- |
| 1.      | 12 lutego | 2019 | Åre         | Drużynowo   | -          | -      | -                |
| 10.     | 16 lutego | 2019 | Åre         | Slalom      | 1:57,05    | +2,42  | Mikaela Shiffrin |

### Mistrzostwa świata juniorów
| Miejsce | Dzień     | Rok  | Miejscowość | Konkurencja | Czas biegu | Strata | Zwyciężczyni       |
| ------- | --------- | ---- | ----------- | ----------- | ---------- | ------ | ------------------ |
| DNF2    | 3 marca   | 2012 | Roccaraso   | Gigant      | 2:40,02    | -      | Ragnhild Mowinckel |
| DNF2    | 27 lutego | 2014 | Jasná       | Gigant      | 1:52,86    | -      | Marta Bassino      |

### Puchar Świata

#### Miejsca w klasyfikacji generalnej
- sezon 2012/2013: -
- sezon 2013/2014: -
- sezon 2018/2019: 88.
- sezon 2019/2020: 71.
- sezon 2020/2021: 80.
- sezon 2021/2022: 64.

#### Miejsca na podium w zawodach
Ellenberger nie stawała na podium zawodów PŚ.